# Paracyrtus albofimbriatus
Paracyrtus albofimbriatus är en tvåvingeart som först beskrevs av Johann Maria Hildebrandt 1930.  Paracyrtus albofimbriatus ingår i släktet Paracyrtus och familjen kulflugor. Inga underarter finns listade i Catalogue of Life.